# Howard Wendell
Howard David Wendell (Johnstown, 25 gennaio 1908 – Oregon City, 11 agosto 1975) è stato un attore statunitense.
Per gli schermi cinematografici collezionò dal 1952 al 1971 una trentina partecipazioni mentre per la televisione diede vita a numerosi personaggi in oltre 80 produzioni dal 1949 al 1970.

## Biografia
Howard Wendell nacque a Johnstown, in Pennsylvania, il 25 gennaio 1908. Cominciò a lavorare da giovane in un minstrel show per poi passare alla radio, presso una stazione di Cleveland. Iniziò a sfruttare le sue capacità interpretative partecipando in varie produzioni teatrali prima nella stessa zona di Cleveland e poi a Broadway. Di qui il passo a Hollywood e ai grossi network televisivi fu breve. Nel 1953 aveva già debuttato in una importante produzione cinematografica, Il grande caldo, di Fritz Lang, che lo vedeva nel ruolo di un incompetente commissario di polizia.
Attore caratterista, per gli schermi televisivi fu accreditato diverse volte per numerose interpretazioni, tra cui quella di Don Marcos Cotazar in tre episodi della serie Zorro nel 1959. Interpretò inoltre numerosi altri personaggi secondari o ruoli da guest star in molti episodi di serie televisive fino al 1970.
Il grande schermo lo vide interprete di altri personaggi tra cui quelli del giudice Horatio Baker in Gli sterminatori della prateria del 1954, di Morgan Todd in Il principe coraggioso del 1954 e di Vanryzin in L'ovest selvaggio del 1956.
L'ultimo suo ruolo per il piccolo schermo fu quello di Carl Shumley per la serie Adam-12 interpretato nell'episodio Log 135: Arson trasmesso il 5 dicembre 1970. Per ciò che concerne il suo curriculum cinematografico, l'ultima interpretazione, non accreditata, risale al film del 1971 Un papero da un milione di dollari in cui interpreta Roger, un politicante del Dipartimento di Stato.
Morì a Oregon City, in Oregon, l'11 agosto 1975.

## Filmografia

### Cinema
- Trinidad (Affair in Trinidad), regia di Vincent Sherman (1952)
- You for Me, regia di Don Weis (1952)
- By the Light of the Silvery Moon, regia di David Butler (1953)
- Gli uomini preferiscono le bionde (Gentlemen Prefer Blondes), regia di Howard Hawks (1953)
- Il grande caldo (The Big Heat), regia di Fritz Lang (1953)
- Captain Scarface, regia di Paul Guilfoyle (1953)
- Il principe coraggioso (Prince Valiant), regia di Henry Hathaway (1954)
- Gli sterminatori della prateria (The Black Dakotas), regia di Ray Nazarro (1954)
- Athena e le 7 sorelle (Athena), regia di Richard Thorpe (1954)
- Wiretapper, regia di Dick Ross (1955)
- Il treno del ritorno (The View from Pompey's Head), regia di Philip Dunne (1955)
- Pista insanguinata (The Fighting Chance), regia di William Witney (1955)
- Come prima, meglio di prima (Never Say Goodbye), regia di Jerry Hopper (1956)
- L'ovest selvaggio (A Day of Fury), regia di Harmon Jones (1956)
- Al centro dell'uragano (Storm Center), regia di Daniel Taradash (1956)
- Martedì grasso (Mardi Gras), regia di Edmund Goulding (1958)
- Il molto onorevole Mr. Pennypacker (The Remarkable Mr. Pennypacker), regia di Henry Levin (1959)
- Uno sconosciuto nella mia vita (A Stranger in My Arms), regia di Helmut Käutner (1959)
- Attenti alle vedove (It Happened to Jane), regia di Richard Quine (1959)
- The Four Skulls of Jonathan Drake, regia di Edward L. Cahn (1959)
- Il padrone di New York (King of the Roaring 20's: The Story of Arnold Rothstein), regia di Joseph M. Newman (1961)
- Rapina a... nave armata (Sail a Crooked Ship), regia di Irving Brecher (1961)
- Quando l'amore se n'è andato (Where Love Has Gone), regia di Edward Dmytryk (1964)
- Come uccidere vostra moglie (How to Murder Your Wife), regia di Richard Quine (1965)
- Nodo scorsoio (My Blood Runs Cold), regia di William Conrad (1965)
- Mirage, regia di Edward Dmytryk (1965)
- Cincinnati Kid (The Cincinnati Kid), regia di Norman Jewison (1965)
- Frankie e Johnny (Frankie and Johnny), regia di Frederick de Cordova (1966)
- Un papero da un milione di dollari (The Million Dollar Duck), regia di Vincent McEveety (1971)

### Televisione
- Colgate Theatre – serie TV, un episodio (1949)
- NBC Presents – serie TV, un episodio (1949)
- Cavalcade of America – serie TV, 2 episodi (1953-1955)
- It's a Great Life – serie TV, 2 episodi (1954-1955)
- Dragnet – serie TV, 5 episodi (1954-1957)
- The George Burns and Gracie Allen Show – serie TV, 8 episodi (1954-1958)
- The Public Defender – serie TV, un episodio (1954)
- Letter to Loretta – serie TV, 2 episodi (1954)
- City Detective – serie TV, un episodio (1954)
- Front Row Center – serie TV, 2 episodi (1955-1956)
- Screen Directors Playhouse – serie TV, episodi 1x11-1x20 (1955-1956)
- The 20th Century-Fox Hour – serie TV, episodi 1x07-1x14 (1955-1956)
- The Adventures of Falcon – serie TV, un episodio (1955)
- The Pepsi-Cola Playhouse – serie TV, un episodio (1955)
- Le avventure di Rin Tin Tin (The Adventures of Rin Tin Tin) – serie TV, un episodio (1955)
- Stage 7 – serie TV, episodio 1x17 (1955)
- Schlitz Playhouse of Stars – serie TV, un episodio (1955)
- You Are There – serie TV, 4 episodi (1955)
- Le leggendarie imprese di Wyatt Earp (The Life and Legend of Wyatt Earp) – serie TV, 4 episodi (1956-1958)
- The People's Choice – serie TV, un episodio (1956)
- I segreti della metropoli (Big Town) – serie TV, un episodio (1956)
- Navy Log – serie TV, episodio 1x38 (1956)
- Sheriff of Cochise – serie TV, 2 episodi (1956)
- Telephone Time – serie TV, episodi 1x15-2x07 (1956)
- Suspicion – serie TV, 2 episodi (1957-1958)
- Perry Mason – serie TV, 2 episodi (1957-1958)
- Lux Video Theatre – serie TV, un episodio (1957)
- Broken Arrow – serie TV, un episodio (1957)
- The Adventures of Jim Bowie – serie TV, un episodio (1957)
- Playhouse 90 – serie TV, un episodio (1957)
- The Millionaire – serie TV, un episodio (1957)
- The George Sanders Mystery Theater – serie TV, un episodio (1957)
- The Donna Reed Show – serie TV, 2 episodi (1958-1960)
- Il tenente Ballinger (M Squad) – serie TV, un episodio (1958)
- Mike Hammer – serie TV, un episodio (1958)
- The Texan – serie TV, episodio 1x13 (1958)
- Rescue 8 – serie TV, episodio 1x18 (1959)
- Zorro – serie TV, 3 episodi (1959)
- The George Burns Show – serie TV, un episodio (1959)
- The Restless Gun – serie TV, episodio 2x29 (1959)
- The Ann Sothern Show – serie TV, un episodio (1959)
- Il carissimo Billy (Leave It to Beaver) – serie TV, un episodio (1959)
- Bonanza – serie TV, 5 episodi (1960-1965)
- The Adventures of Ozzie & Harriet – serie TV, 3 episodi (1960-1966)
- Gli uomini della prateria (Rawhide) - serie TV, episodio 2x20 (1960)
- U.S. Marshal – serie TV, un episodio (1960)
- The Deputy – serie TV, un episodio (1960)
- Ispettore Dante (Dante) – serie TV, episodio 1x01 (1960)
- The Tab Hunter Show – serie TV, un episodio (1960)
- Angel – serie TV, un episodio (1960)
- Mister Ed, il mulo parlante (Mister Ed) – serie TV, 3 episodi (1961-1965)
- Bachelor Father – serie TV, un episodio (1961)
- Westinghouse Playhouse – serie TV, un episodio (1961)
- Surfside 6 – serie TV, episodio 1x21 (1961)
- Carovane verso il west (Wagon Train) – serie TV, un episodio (1961)
- Alcoa Premiere – serie TV, 2 episodi (1962-1963)
- Hazel – serie TV, 3 episodi (1962-1965)
- The Dick Van Dyke Show – serie TV, 7 episodi (1962-1966)
- 87ª squadra (87th Precinct) – serie TV, un episodio (1962)
- Pete and Gladys – serie TV, episodio 2x18 (1962)
- The Wide Country – serie TV, episodio 1x06 (1962)
- L'ora di Hitchcock (The Alfred Hitchcock Hour) – serie TV, 2 episodi (1963-1964)
- Gunsmoke – serie TV, 4 episodi (1963-1964)
- Ripcord – serie TV, episodio 2x30 (1963)
- Il virginiano (The Virginian) – serie TV, episodio 1x18 (1963)
- Dennis the Menace – serie TV, un episodio (1963)
- The Jack Benny Program – serie TV, 2 episodi (1963)
- The Red Skelton Show – serie TV, un episodio (1963)
- The Bill Dana Show – serie TV, 2 episodi (1964)
- Laredo – serie TV, 3 episodi (1965-1966)
- Viaggio in fondo al mare (Voyage to the Bottom of the Sea) – serie TV, un episodio (1965)
- I mostri (The Munsters) – serie TV, un episodio (1965)
- La fattoria dei giorni felici (Green Acres) – serie TV, un episodio (1965)
- Batman – serie TV, 2 episodi (1966-1967)
- Strega per amore (I Dream of Jeannie) – serie TV, un episodio (1966)
- La grande vallata (The Big Valley) - serie TV, episodio 2x09 (1966)
- Get Smart – serie TV, un episodio (1966)
- Mr. Terrific – serie TV, un episodio (1967)
- Mayberry R.F.D. – serie TV, 2 episodi (1969-1970)
- Adam-12 – serie TV, un episodio (1970)